# Dasineura papivora
Dasineura papivora är en tvåvingeart som beskrevs av Grover och Prasad 1966. Dasineura papivora ingår i släktet Dasineura och familjen gallmyggor. Inga underarter finns listade i Catalogue of Life.